# Pukkisaari (ö i Södra Savolax, S:t Michel, lat 61,77, long 26,61)
Pukkisaari är en ö i Finland. Den ligger i sjön Puula och i sjön Puula och i kommunen Hirvensalmi i den ekonomiska regionen  S:t Michel och landskapet Södra Savolax, i den södra delen av landet, 200 km nordost om huvudstaden Helsingfors. Öns area är 17,1 hektar och dess största längd är 1,2 kilometer i nord-sydlig riktning.